# Иван Фёдорович Белка Отяев
Ива́н Фёдорович Бе́лка Отя́ев (вторая четверть XV века — ?) — посол Ивана III в Рязанском княжестве, родоначальник дворянского рода Белкиных, наиболее вероятный основатель села Белкина Репинской волости.

## Биография
Иван Белка — старший сын Фёдора Дутки Отяева. Служил Ивану III. Был отправлен в посольство в Рязанское княжество, в то время сохранявшее независимость.
Наиболее вероятный основатель села Белкина Репинской волости (ныне деревня Белкино Боровского района Калужской области) — вотчины Белкиных. Вероятнее всего, земельное владение было пожаловано ему Иваном III. Возможно также, что земельное владение было получено им или его отцом Фёдором Дуткой от князя Михаила Андреевича Верейского в то время, когда Малоярославец входил в состав Верейского удела.

## Происхождение и семья
- Прапрадед — Алексей Петрович Хвост Босоволков (?—1356), боярин Симеона Гордого и Ивана Красного. В 1356 году был убит, а его потомки Хвостовы перешли на службу к удельным князьям.
- Дед — Борис Отяй, боярин князя Андрея Дмитриевича Можайского.
- Отец — Фёдор Борисович Дутка Отяев, боярин Ивана Андреевича Можайского и Михаила Андреевича Верейского. Позднее перешёл на службу в Москву.
- Младший брат — Иван Фёдорович Ёрш Отяев (?—1499), в конце жизни постельничий Ивана III.
- Внук — Иван Семёнович Ёрш Белкин, владелец белкинской вотчины или её части.
- Правнук — Андрей Иванович Белкин (?—1552), погиб при взятии Казани, имя помещено в синодике Московского Успенского собора на вечное поминовение.